# Ялтинская яйла
Я́лтинская яйла́ (укр. Ялтинська яйла, крымскотат. Yalta yaylası, Ялта яйласы) — горный массив (яйла), принадлежащий к Главной гряде Крымских гор. Яйла с запада и севера окружает прибрежную предгорную наклонную равнину и залив, на берегу которого расположен город Ялта. Высшая точка яйлы, вершина Кемаль-Эгерек (1529,5 м), представляет собой северный отрог Ялтинской яйлы. Наиболее заметные вершины со стороны города Ялта — Лапата (1406 м), Джады-Бурун (1423 м) и  Джунын-Кош (1410 м).
Ялтинская яйла представляет собой холмистое нагорное плато, покрытое горными (альпийскими) лугами с обилием трав и цветов, местами — редколесьем. С запада Ялтинская яйла переходит в Ай-Петринскую яйлу (границей между ними является ложбина Эндек-Дере), с востока отделяется верховьями ущелья Уч-Кош и перевалом Уч-Кош-Богаз от Гурзуфской яйлы.
В этом горном массиве распространены карстовые формы рельефа средиземноморского типа: пещеры и провалы. Среди пещер: Арык-Басская, Андрусова  и др.
Южные склоны яйлы входят в состав Ялтинского горно-лесного заповедника, посещение ограничено пропуском, северная часть в Крымском природном заповеднике, посещение запрещено.
Яйла является популярным туристическим объектом. По Ялтинской яйле проходит тропа туристического маршрута №56. Наиболее лёгкой тропой, ведущей на яйлу из Ялты, является тропа Иограф-Богаз или Узеньбашская, идущая по отрогу Иограф.

## Галерея

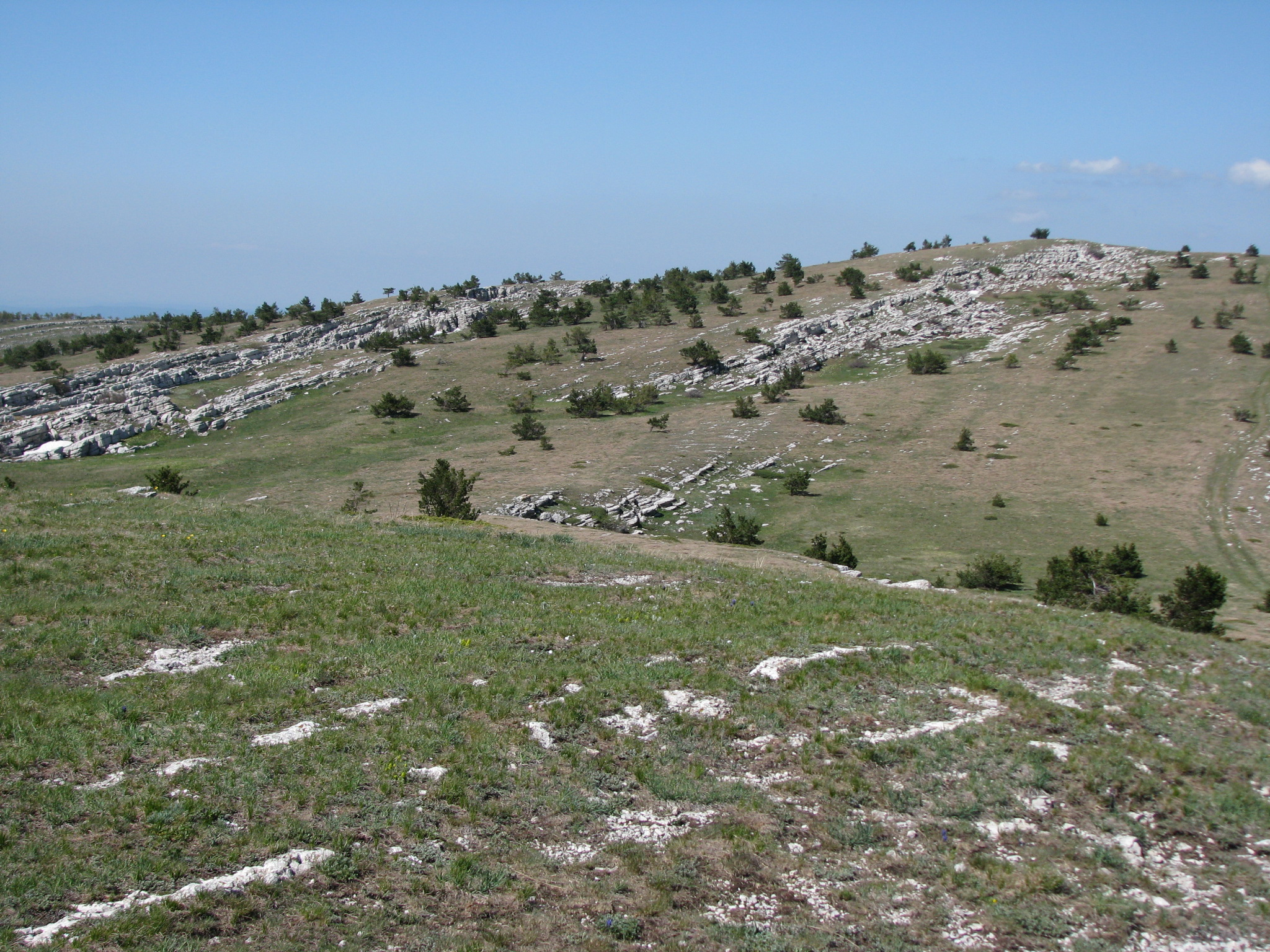
Типичный ландшафт Ялтинской яйлы.
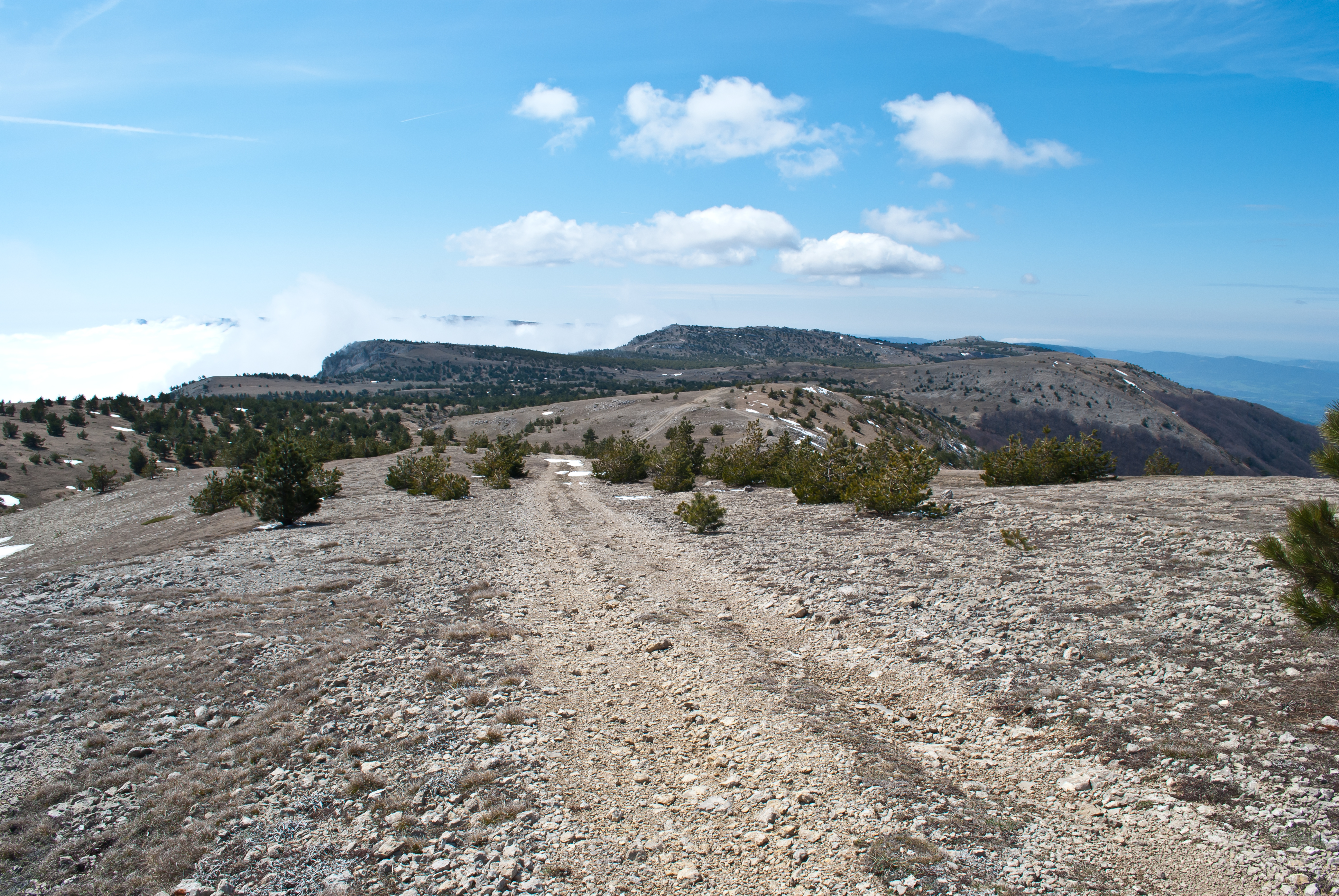
Вид на Ялтинскую яйлу с её восточной части.
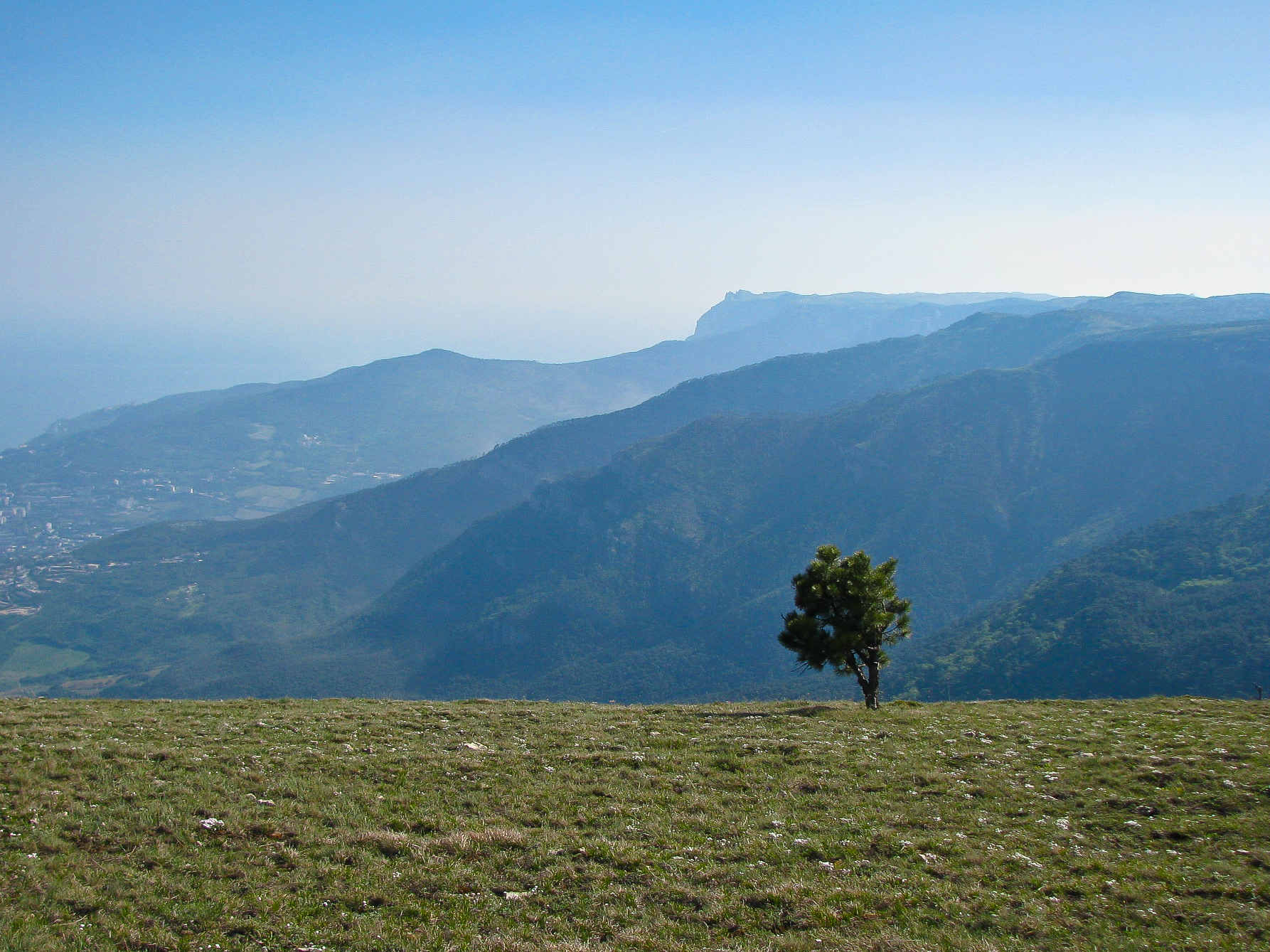
Вид на южные отроги Ялтинской яйлы (фотография сделана с верхней части отрога Баланын-Каясы; вблизи — Лапатинский отрог, за ним идут Кизил-Кая и Иограф. Вдали слева виден холм Могаби, вдали по центру — Ай-Петри).